# سلاح الجو الكوري الجنوبي
سلاح الجو الكوري الجنوبي هانغول: 대한민국 공군, هانجا: 大韓民國 空軍) هي سلاح الجو لكوريا الجنوبية. تحت قيادة وزارة الدفاع الوطني.

## التاريخ

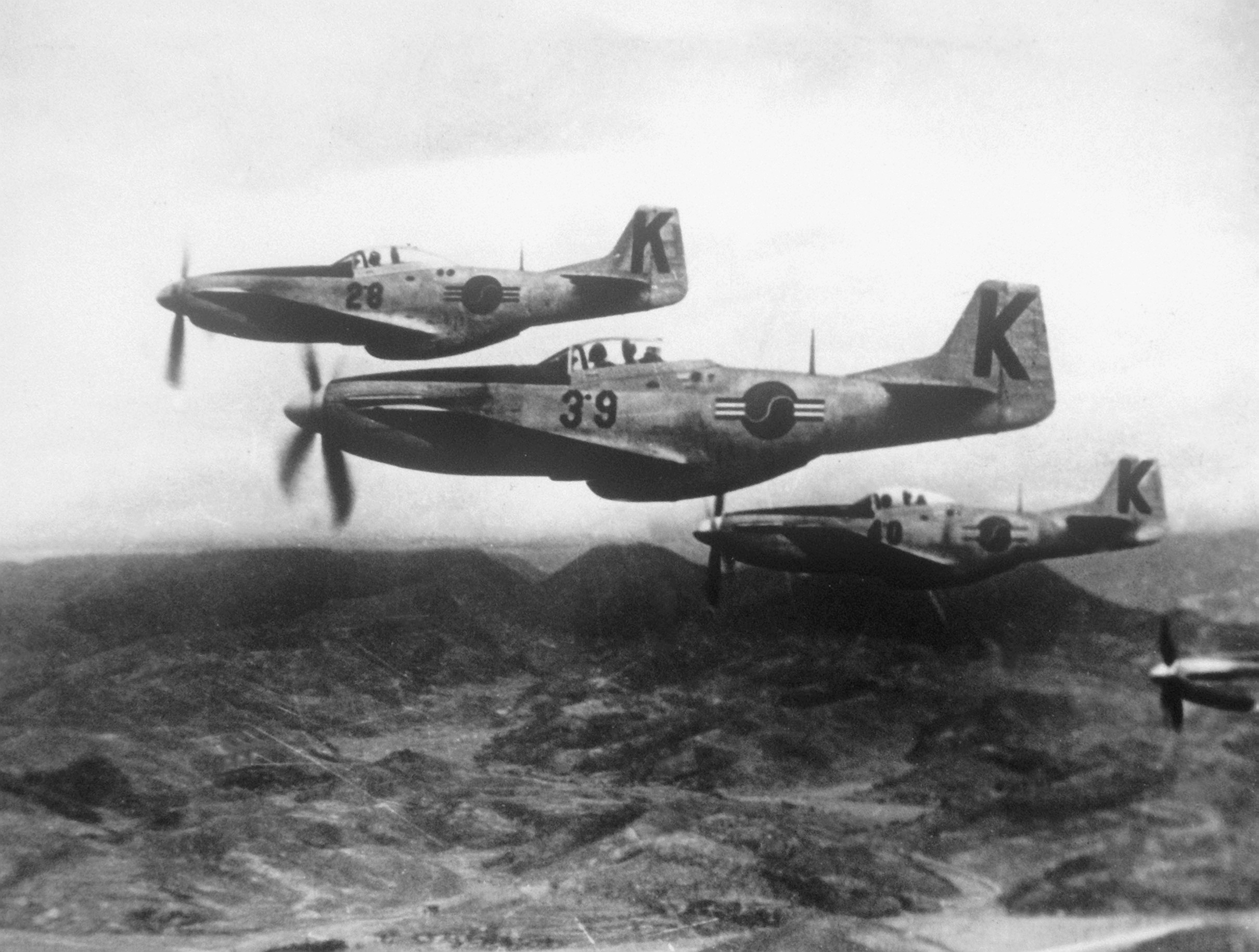
كانت P-51 Mustangs من بين الطائرات المقاتلة الأولى لسلاح الجو الكوري الجنوبي

### الأربعينيات
بعد نهاية الحرب العالمية الثانية بوقت قصير ، تم تأسيس جمعية البناء الجوي الكورية الجنوبية في 10 أغسطس 1946 ، للإعلان عن أهمية القوة الجوية. على الرغم من الوضع الهزيل للقوات المسلحة الكورية في ذلك الوقت، تم تشكيل أول وحدة جوية في 5 مايو 1948 ، تحت إشراف دونغ وي بو ، سلف وزارة الدفاع الوطني الكورية الجنوبية الحديثة. في 13 سبتمبر 1949 ، ساهمت الولايات المتحدة بعشر طائرات مراقبة من طراز L-4 Grasshopper في الوحدة الجوية الكورية الجنوبية. تأسست الأكاديمية الجوية للجيش في يناير 1949 ، وتم تأس سلاح الجو الكوري الجنوبي ROKAF رسميًا في أكتوبر 1949.

### الخمسينيات
كانت الخمسينيات من القرن الماضي فترة حرجة بالنسبة لجمهورية كوريا الجنوبية حيث توسعت القوات الجوية بشكل هائل خلال الحرب الكورية. عند اندلاع الحرب ، كان سلاح الجو الكوري الجنوبي يتألف من 1800 فرد ولكنه كان مجهزًا فقط بـ 20 طائرة تدريب وطائرة اتصال ، بما في ذلك 10 مدربين متقدمين من طراز T-6 الأمريكية تم شراؤها من كندا. حصل سلاح الجو الكوري الشمالي على عدد كبير من مقاتلات Yak-9 و La-7 من الاتحاد السوفيتي ، مما جعل القوات الجوية الكورية الجنوبية تبدو قزمة من حيث الحجم والقوة. ومع ذلك ، خلال فترة الحرب ، حصل سلاح الجو الكوري الجنوبي على 110 طائرات: 79 قاذفة مقاتلة ، وثلاثة أسراب مقاتلة ، وجناح مقاتل واحد. أول طائرة مقاتلة تم استلامها كانت من طراز F-51D Mustangs من أمريكا، جنبًا إلى جنب مع فرقة من الطيارين المدربين في سلاح الجو الأمريكي تحت قيادة الرائد دين هيس ، كجزء من مشروع Bout One. شاركت القوات الجوية الكورية الجنوبية في عمليات قصف ونفذت طلعات جوية مستقلة. بعد الحرب ، تم نقل مقر سلاح الجو الكوري الجنوبي ROKAF إلى دايبانج دونج ، سيول. حيث تم تأسست جامعة القوات الجوية في عام 1956.

### الستينيات

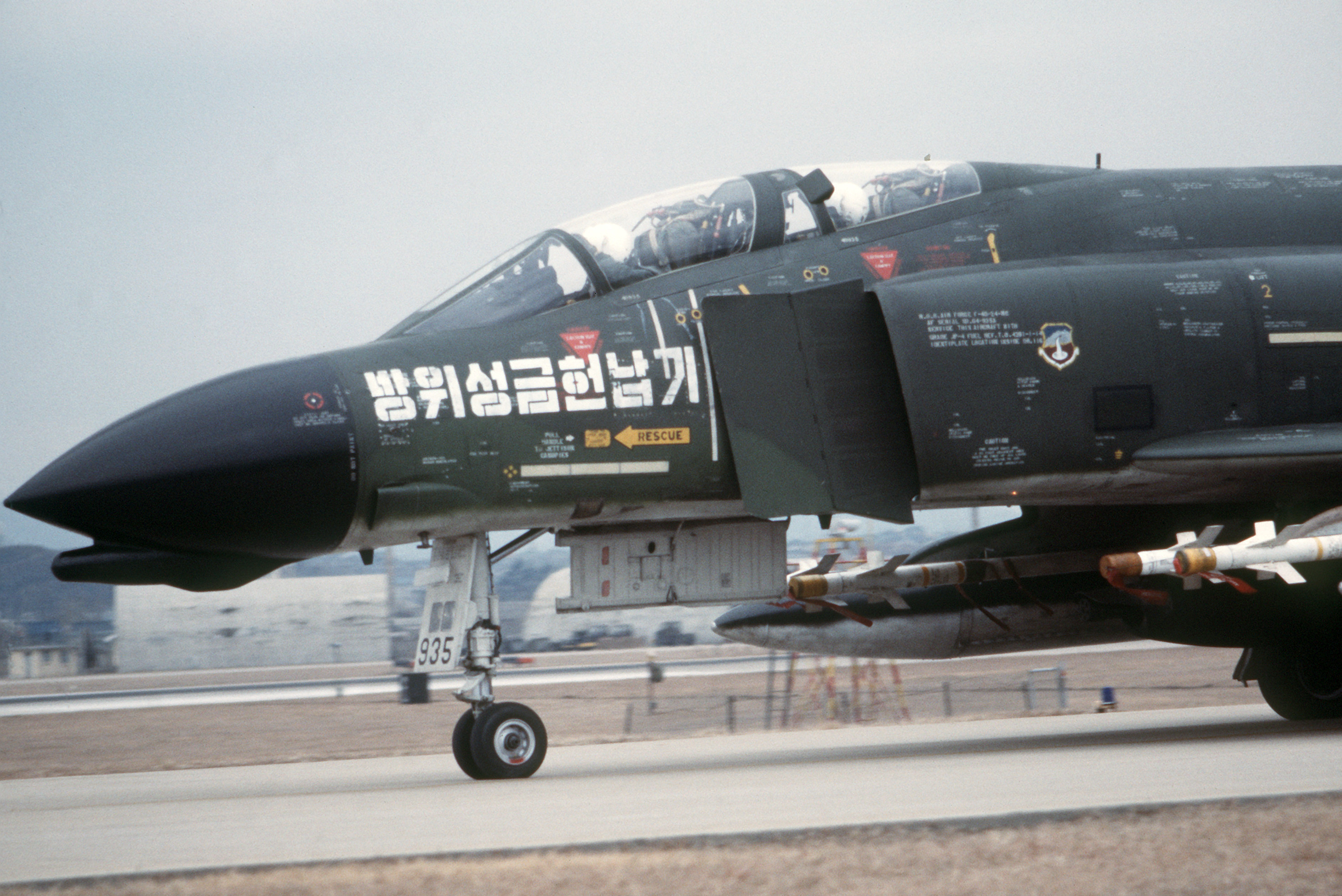
طائرة F-4D مسلحة بصواريخ AIM-9 في قاعدة دايجو الجوية في يناير 1979

لمواجهة خطر عدوان كوري شمالي آخر محتمل ، قامت جمهورية كوريا الجنوبية بتعزيز قدراتها بشكل كبير. حيث حصل سلاح الجو الكوري الجنوبي ROKAF على طائرات تدريب من الولايات المتحدة مثل T-28 Trojan و طائرات F-86D Sabre الليلية ، ومقاتلات Northrop F-5 ، وقاذفات مقاتلة McDonnell Douglas F-4D Phantom. تأسست قيادة عمليات القوات الجوية في عام 1961 لتأمين مرافق القيادة والسيطرة الفعالة. تأسست القيادة اللوجستية للقوات الجوية في عام 1966 ، وتم إنشاء مدارج الطوارئ لاستخدامها في حالات الطوارئ خلال زمن الحرب. تأسست وحدة إيونما في عام 1966 لتشغيل طائرة نقل كيرتس سي -46 كوماندوز المستخدمة لدعم وحدات الجيش و مشاة البحرية التابعة لجيش جمهورية كوريا التي تَخدم في فيتنام الجنوبية خلال حرب فيتنام.

### السبعينيات
تعرضت جمهورية كوريا الشمالية لمخاطر أمنية ، مع تزايد العداء مع كوريا الشمالية طوال السبعينيات, زادت حكومة كوريا الجنوبية من إنفاقها على القوات الجوية ، مما أدى إلى شراء مقاتلات نورثروب إف -5 إي تايجر 2 في أغسطس 1974 وطائرات قاذفة-مقاتلة من طراز إف 4 إي. كما تم شراء طائرات الدعم ، مثل Fairchild C-123 Providers و Grumman S-2 Trackers في ذلك الوقت. تم التركيز بشكل كبير في برنامج التدريب على الطيران ؛ تم شراء طائرة تدريب جديدة (سيسنا T-41 Mescalero و Cessna T-37) ، كما تم تأسيس قيادة التعليم والتدريب في القوات الجوية في عام 1973 لتعزيز وتحسين جودة تدريب الأفراد.

### الثمانينات
ركز سلاح الجو الكوري الجنوبي ROKAF على التوسع النوعي (الجودة) للطائرات للحاق بقوة سلاح الجو الكوري الشمالي. في عام 1982 ، تم إنتاج المتغيرات الكورية من طراز F-5E ، Jegong-ho لأول مرة. جمعت القوات الجوية الكورية الجنوبية قدرًا كبيرًا من المعلومات عن سلاح الجو الكوري الشمالي عندما انشق الكابتن لي وونغ بيونغ ، وهو طيار كوري شمالي ، إلى كوريا الجنوبية. وسرعان ما تم تشكيل مركز معلومات العمليات القتالية الكورية وتم أتمتة نظام الدفاع الجوي لتحقيق التفوق الجوي ضد كوريا الشمالية. عندما أقيمت أولمبياد سيول عام 1988 في كوريا الجنوبية ، ساهمت جمهورية كوريا الجنوبية في نجاح هذا الحدث من خلال المساعدة في الإشراف على نظام الأمن بأكمله. كما نقلت ROKAF مقرها الرئيسي وقيادة التعليم والتدريب للقوات الجوية إلى مواقع أخرى. تم شراء أربعين من مقاتلات جنرال دايناميكس F-16 Fighting Falcon في عام 1989.

### التسعينيات

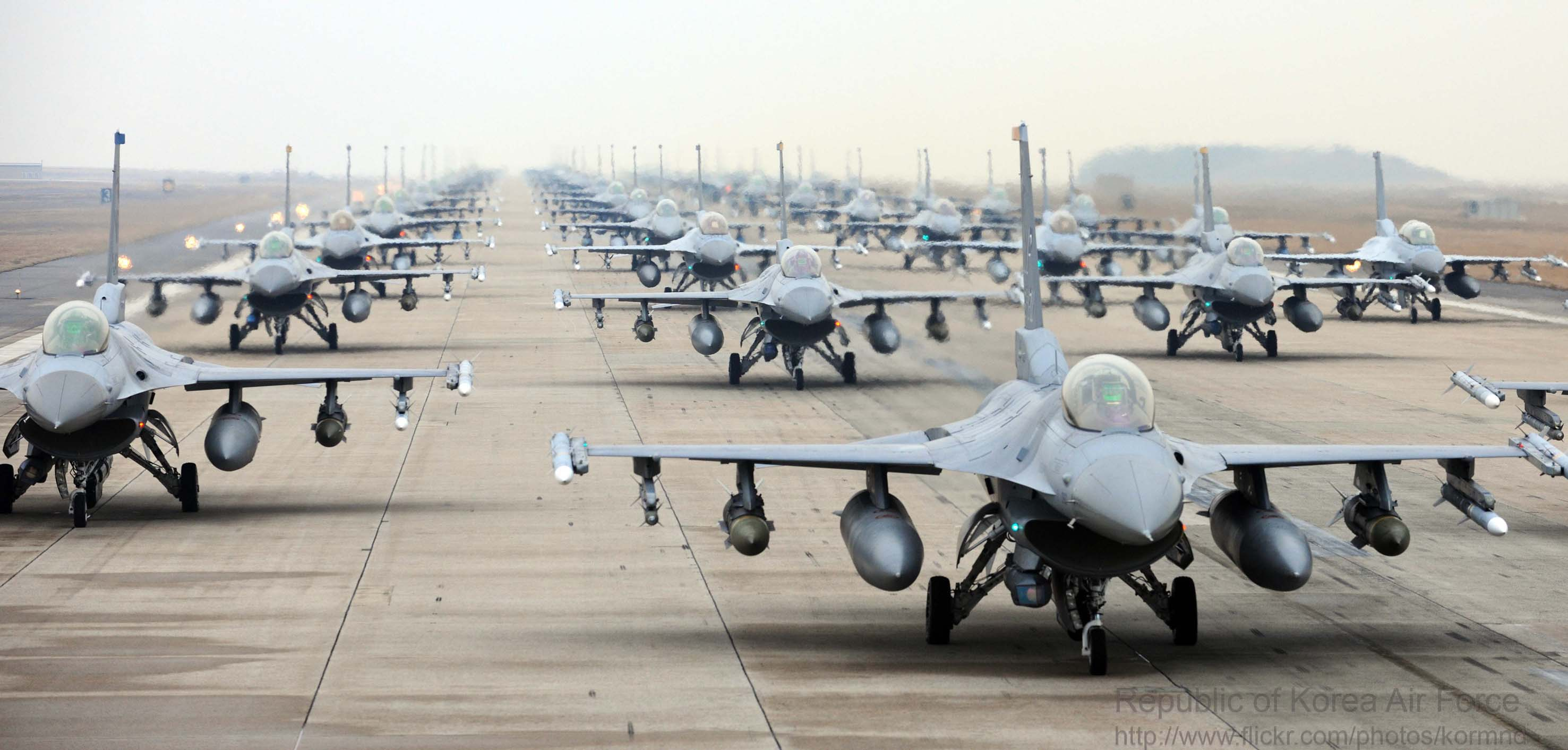
مقاتلة فالكون المقاتلة F-16 لسلاح الجو الكوري الجنوبي

التزمت كوريا الجنوبية بدعمها لقوات التحالف خلال حرب الخليج ، وشكلت «وحدة بيما» للقتال في الحرب. كما قدمت جمهورية كوريا الجنوبية دعمًا جويًا لعمليات حفظ السلام في الصومال في عام 1993. وقد أظهرت المشاركة المتزايدة في العمليات الدولية الموقف الدولي الرفيع لجمهورية كوريا الجنوبية. عام 1997 لأول مرة في تاريخ الطيران الكوري ، تم قبول الطالبات في أكاديمية القوات الجوية الكورية .

## المشاريع الحالية

### برنامج مقاتلة المستقبل KF-X
برنامج KF-X هو مشروع في مرحلة مبكرة لتطوير طائرة مقاتلة محلية. يتمثل الاقتراح الحالي في تطوير طائرة من فئة F-16 Block 50 مع قدرات التخفي الأساسية لتحل محل طائرات F-4D / E Phantom II و F-5E / F Tiger II. وبحسب ما ورد تسعى كوريا الجنوبية للحصول على مساعدة تقنية من ساب وبوينج ولوكهيد مارتن لإنتاج KF-X. في 15 يوليو 2010 ، وافقت الحكومة الإندونيسية على تمويل 20٪ من تكلفة مشروع KF-X مقابل حوالي 50 طائرة تم بناؤها للقوات الجوية الإندونيسية بعد اكتمال المشروع. في سبتمبر 2010 ، أرسلت إندونيسيا فريقًا من الخبراء القانونيين وخبراء الطيران إلى كوريا الجنوبية لمناقشة قضايا حقوق الطبع والنشر للطائرة. في ديسمبر 2010 ، تحول البرنامج من مقاتلة من فئة F-16 إلى طائرة خفية من أجل الاستجابة لضغط كوريا الشمالية.